# McCown-sarkantyússármány
A McCown-sarkantyússármány (Rhynchophanes mccownii) a madarak osztályának verébalakúak (Passeriformes) rendjébe és a sarkantyússármány-félék (Calcariidae) családjába tartozó Rhynchophanes nem egyetlen faja.

## Rendszerezése
A fajt George Newbold Lawrence amerikai ornitológus írta le 1851-ben a Plectrophanes nembe Plectrophanes mccownii néven. Sorolták a  Calcarius nembe Calcarius mccownii néven is. Magyar és tudományos faji nevét John P. McCown amerikai katona tiszteletére kapta.

## Előfordulása
Kanada és az Amerikai Egyesült Államok területén fészkel, telelni délebbre vonul, eljut Mexikó északi részéig. Természetes élőhelyei mérsékelt övi gyepek, valamint szántóföldek.

## Megjelenése
Testhossza 16 centiméter.
|  |

## Életmódja
Magokkal és rovarokkal táplálkozik.

## Szaporodása
Fészekalja 2-6 tojásból áll, melyen 12 napig kotlik. A fiókák kirepülése még 10 nap.

## Természetvédelmi helyzete
Az elterjedési területe nagyon nagy, egyedszáma pedig nagy és stabil. A Természetvédelmi Világszövetség Vörös listáján nem fenyegetett fajként szerepel.